# Sandra Lee (chef)
Sandra Lee Christiansen (Santa Mónica, 3 de julio de 1966) es una autora y chef de televisión estadounidense. Sandra es conocida por su concepto "Semi-Homemade" («Semicasero»), en el cual Lee lo describe utilizando 70 % productos preempacados y 30 % ingredientes frescos. Como pareja del gobernador Andrew Cuomo, fue la primera dama de Nueva York desde 2011 hasta 2019, cuando la pareja terminó su relación. Es también conocida por el video viral “Two Shots of Vodka” («Dos shots de Vodka»), donde parece verter vodka en un mixer y dice «Dos shots», cuando parece que vierte mucho más que eso.

## Infancia y juventud
Sandra nació en Santa Mónica, California, el 30 de junio de 1966. Hija de Vicky y Wayne Christiansen. Cuando Sandra tenía 2 años, su madre las mandó a ella y a su hermana menor, Cindy, a vivir con su abuela paterna, Lorraine. En el año 1972, sus padres se divorciaron; su madre se volvió a casar y se mudaron a Sumner, Washington. Cuando Lee tenía 11 años, su madre se divorció por segunda vez y para ese entonces, Lee ya tenía otros tres hermanos: Kimmy, Richie y Johnny. Cuando Lee tenía 15 años, siendo agredida por su madre, Lee se mudó en con su novio en ese entonces, Duane, y el 30 de junio de 1982 se mudó a Wisconsin para vivir con su padre y su novia. Se graduó de La escuela secundaria de Onalaska en Onalaska, Wisconsin, y luego asistió a la Universidad de Wisconsin-La Crosse. Lee fue criada como adventista del séptimo día y más tarde su familia se convirtió en testigos de Jehová.
En diciembre de su primer año de universidad, Lee dejó la universidad para vivir cerca de su familia en Malibú, California. Luego, asistió a un curso recreativo de dos semanas en Le Cordon Bleu en Ottawa, Ontario, Canadá, el cual no culminó.

## Carrera profesional
A principio de 1990, Lee creó un producto llamado "Sandra Lee Kraft Kurtains", una herramienta decorativa que consta de una rejilla y muestras textiles para diseñar cortinas. El producto vendía a través de infomerciales y redes de compra por cable. El canal QVC la contrató como talento televisivo; en sus primeros 18 meses en el canal, Lee vendió 20 millones de dólares en productos. Lee absolutamente ama todo en blanco, en su casa, muebles y le encantaría usarlo todo el tiempo. Los únicos objetos no blancos en su sala de estar son la mesa de cristal azul y una escultura de tigre de plata de D'Argenta.
Semi-Homemade Cooking with Sandra Lee se estrenó en el canal Food Network en el año 2003. Cada episodio incluía un elemento de artesanía, en el cual Lee decoraba la mesa de acuerdo con la temática de la comida que preparaba. Ella se refería a estos como "tablescapes" (o «Mesajes», un juego de palabras entre la palabra table (mesa) y landscape (paisaje)). La segunda serie de Lee con el canal Food Network, Sandra's Money Saving Meals, comenzó a transmitirse el 10 de mayo de 2009.
Ha publicado 25 libros, incluyendo el libro Semi-Homemade: Cool Kids Cooking (octubre, 2006) y una memoria, Made From Scratch, el cual fue publicado en noviembre de 2007. Una revista basada en su programa Sandra Lee Semi-Homemade, fue publicada en 2009.
En el año 2012, Lee ganó el premio Emmy por Mejor director de programa de estilo de vida por el programa Semi-Homemade Cooking.
También en 2012, comenzó a redactar una revista de estilo de vida en asociación con TV Guide. También está protagonizando en dos programas nuevos: Sandra's Restaurant Remakes y Sandra Lee's Taverns, Lounges & Clubs.

## Vida personal
Desde 2001 hasta 2005, estuvo casada con el CEO de KB Home y filántropo Bruce Karatz por el cual ella se convirtió al judaísmo. En el otoño de 2005, Lee hizo pública su relación con Andrew Cuomo, el cual se convirtió en el gobernador de Nueva York en 2011 y Lee se convirtió en primera dama. Los dos compartieron casas en Chappaqua y Poughkeepsie. El 25 de septiembre de 2019, la pareja anunció que su relación había terminado.

### Cáncer
Lee anunció el 12 de mayo de 2015, que había sido diagnosticada con cáncer de pecho. En ese entonces, ella ya había pasado por una tumorectomía, y ya tenía planificado tener una mastectomía doble para esa semana. El gobernador Cuomo decidió tomarse un tiempo personal para estar con ella durante y después de la cirugía. El 12 de octubre de 2015, Lee fue internada en un hospital debido a la acumulación de líquido, creyendo que podía ser una complicación para su recuperación, y fue monitoreado a detalle en los próximos días. Cuomo estaba en un concierto de Billy Joel en el Nassau Coliseum, pero fue al hospital al enterarse. Lee fue curada desde mitades de 2016.

## Premios y nominaciones
| Año  | Premio               | Categoría                                    | Trabajo                               | Resultado | Ref.   |
| ---- | -------------------- | -------------------------------------------- | ------------------------------------- | --------- | ------ |
| 2012 | Premios Daytime Emmy | Mejor director de programa de estilo de vida | Semi-Homemade Cooking with Sandra Lee | Ganadora  | [ 13 ] |